# Myxine ios
Myxine ios – gatunek bezszczękowca z rodziny śluzicowatych (Myxinidae). 

## Zasięg występowania
Wsch. Atlantyk, od Islandii i Irlandii na płn. po Saharę Zachodnia na płd.

## Cechy morfologiczne
Osiąga max. 57 cm długości całkowitej.

## Biologia i ekologia
Występuje na głębokości ok. 614–1625 m na dnie mulistym.
Padlinożerna, żywi się martwymi lub zdychającymi rybami w które wgryza się przez skórę.
Ziarenka ikry nieliczne lecz duże (20 - 30 mm).